# Australia ai IX Giochi olimpici invernali
L'Australia partecipò ai IX Giochi olimpici invernali, svoltisi a Innsbruck, Austria, dal 29 gennaio al 9 febbraio 1964, con una delegazione di 5 atleti impegnati in una disciplina.